# Kastanjestrupig tapakul
Kastanjestrupig tapakul (Pteroptochos castaneus) är en fågel i familjen tapakuler inom ordningen tättingar.

## Utseende och läte
Kastanjestrupig tapakul är en distinkt medlem av familjen. Den har ljus ögonring, blågrå rygg och djupt rostrött på strupe och bröst. Sången består ett lågt och snabbt hoande, med en ton som påminner om sparvugglor. Varningslätet är ett kvickt "put-put-put", olikt närbesläktade arten svartstrupig tapakul.

## Utbredning och systematik
Fågeln förekommer i centrala Chile (från Colchagua till Rio Bío Bío) och närliggande delar av Argentina. Den behandlas som monotypisk, det vill säga att den inte delas in i några underarter.

## Levnadssätt
Kastanjestrupig tapakul hittas i ursprungliga tempererade skogar och intilliggande buskmarker, framför allt bambu. Den födosöker på marken där den krafsar bland döda löv med sina stora fötter. Fågeln kan ses springa mycket kvickt och kraftfullt. Exalterade individer kan höras ropa från medelhög höjd, med rest stjärt. Denna art häckar i bohålor i marken, ibland även högt uppe i trädhål.

## Status och hot
Arten har ett stort utbredningsområde, men tros minska i antal, dock inte tillräckligt kraftigt för att den ska betraktas som hotad. Internationella naturvårdsunionen IUCN listar arten som livskraftig (LC).